# 1561
1561 (MDLXI) a fost un an comun al calendarului iulian, care a început într-o zi de miercuri.

## Evenimente
- 4 aprilie: Incidentul OZN de la Nürnberg.
- Începe domnia lui Despot Vodă (1561-1563).
- Se sfârșește prima domnie a lui Alexandru Lăpușneanu (1552-1561).

## Nașteri
- 22 ianuarie: Francis Bacon, filosof englez (d. 1626)

## Decese
- 13 februarie: Francisc I, Duce de Nevers, 44 ani, comandant al armatei regale franceze (n. 1516)